# Plan de front
 (signalé en juillet 2025).
Si vous disposez d'ouvrages ou d'articles de référence ou si vous connaissez des sites web de qualité traitant du thème abordé ici, merci de compléter l'article en donnant les références utiles à sa vérifiabilité et en les liant à la section « Notes et références ».
- Archive Wikiwix
- Bing
- Cairn
- DuckDuckGo
- E. Universalis
- Gallica
- Google
- G. Books
- G. News
- G. Scholar
- Persée
- Qwant
- (zh) Baidu
- (ru) Yandex

 (juillet 2025).
En perspective en optique et en architecture un plan de front ou plan frontal est un plan vertical perpendiculaire au regard ou au rayon optique.

En perspective le tableau du peintre ou sa rétine, en optique une lentille, un écran de cinéma ou de téléviseur un capteur photographique ou en architecture le plan de façade d'un bâtiment sont des plans de front.

## Propriétés
Sur un même plan de front les objets gardent leur tailles relatives, le rapport d'échelle reste constant. Les lignes parallèles restent parallèles, elles ne convergent pas vers l'horizon. Un carré restera un carré un cercle un cercle, sans déformation angulaires. C'est dans le plan de front que les objets représentés subissent le moins de distorsion. C'est là que leur représentation est la plus fidèle en termes de géométrie.